# 中信股份
中國中信股份有限公司（港交所：267，OTCBB：CTPCY

前中信泰富標誌

）（前稱中信泰富有限公司）是一家香港的中資企業，為国有企业中信集团的上市子公司。公司於香港交易所上市。主要業務是金融、資源能源、製造、工程承包及房地產等。中信股份是中國最大的綜合性企業集團，也是恆生指數成份股公司之一。公司在香港註冊。

## 歷史

### 收購泰富發展
中信泰富原名為泰富發展（集團）有限公司（Tylfull Company Limited），1985年1月8日成立，1990年中國國際信托投資（香港集團）有限公司購入49%股權，並於1991年8月22日易名為中信泰富有限公司，其最終控股公司為中国中信集团公司。
中信泰富於1991年收購大昌行集團約34.86%權益。大昌行集團於2007年10月17日在香港交易所上市，直至2020年1月10日撤銷上市為止，中信泰富佔大昌行已發行股本約56.60%。1996年，董事长王军独自决定出让中信泰富18%的股份，签字时每股32元人民币左右，正式出让时股价38元左右，涨到58元。当时，被认为造成36亿元国有资产流失，是国有资产最大的一次流失。2003年1月当选第十届全国政协委员。2006年，任深圳市朝向管理集团董事长。
2009年4月21日中信泰富以人民幣19.8億元將全部持有的北方聯合電力20%權益轉讓給廣東省粵電集團。中國華能集團公司持有該公司51%股權，該公司已發行股本為人民幣100億元，即中信泰富收回大部分投資。

### 2008年投資外匯巨虧事件
2008年10月20日，中信泰富突然發出盈利警告，指出為了減低澳洲西澳大利亞州鐵礦項目面對的貨幣風險，集團與匯豐及法國巴黎銀行，簽訂多份「累計槓桿式外匯買賣合約」。由于当时市场看涨澳元且泰富在澳洲的投资使其对澳元有切实需求，合约规定泰富在未来两年内每个月从银行以固定汇率购买澳元，当市场汇率低于约定汇率时，需购买两倍金额的澳元，若泰富的利润达到5150万美元，则合同终止，对泰富的亏损则无终止条款。後來澳元大跌而虧損逾150億港元，股東才得知有關交易其實是投機外匯升跌，而不是對沖外匯風險。中信泰富也預計全年業績將錄得虧損。翌日，中信泰富股價急跌55%，收市報6.52港元，跌8港元，跌至1991年的水平。事後，董事總經理范鴻齡指榮明方涉及事件，已被調離財務部，接受降級和減薪的「紀律處分」。中信泰富亦因此向母公司中信集團要求注資。
值得一提的是中信泰富副董事總經理是2008年10月突然離職的張立憲，但集團財務部之董事是中信泰富董事局主席榮智健的女兒榮明方。
2009年4月7日，香港警務處商業罪案調查科搜查中信泰富的公司總部，調查公司在2008年投資外匯巨虧的事件。2009年4月8日，榮智健及范鸿龄辭職，空缺由常振明補上，荣氏被认为失去对中信泰富的控制。2017年4月，香港「市場失當行為審裁處」判決中國中信股份及榮智健等5人「從事市場失當行為」罪名不成立。

### 收購母公司資產並改名為中信股份
2014年4月16日，中信泰富以現金499億元人民幣（港幣630億元）（通過發行配售股份募集）及發行165.79億股，每股價值13.48港元，涉及的金額為1,770億元人民幣（港幣2,235億元）新股的方式合共斥資2269億元人民幣（約2,865億港元）收購母公司中信集團99%資產。中信泰富建議於收購完成後將中信泰富的英文名稱「CITIC Pacific Limited」改為「CITIC Limited」，中信泰富的中文名稱「中信泰富有限公司」改為「中國中信股份有限公司」。
2014年5月13日，中信股份與十五家戰略投資者包括日資東京海上控股及瑞穗金融集團，以及友邦保險、全國社會保障基金、淡馬錫控股、中國華安投資、Qatar Holding 、中國人壽保險、中國信託人壽、東高投資、和榮投資、鵬濤投資、ICBC International Finance、富邦人壽、京投（香港）。簽訂股份認購協議，合計認購金額為395億港元，相當於以每股13.48港元的價格認購約29.32億股的擬發行股份。上述認購使收購完成後中信泰富的公眾持股量比例超過15%，滿足香港聯交所批准的最低公眾持股量。2,932,798,000
2014年6月17日，中信股份再與十家戰略投資者以每股13.48港元出售396,762,000股股票，價格與5月13日所出售的價格相同。
2014年7月14日，中信股份再與中國煙草及正大光明以每股13.48港元出售623,156,000股股票，價格與5月13日所出售的價格相同。當中正大光明佔249,033,000股，自2014年5月13日至7月14日合共出售3,952,428,000，當中包括出售予正大光明的249,033,000股。
中信泰富2014年8月25日宣布已經完成對母企中信股份的收購，8月27日起正式更名為“中國中信股份有限公司”（CITIC Limited），9月1日起新中信港交所開始交易。至此，中國最大的綜合性集團中信完成在港整體上市，
2015年1月20日正大集團和伊藤忠商事將通過分別佔50%股份的合資公司正大光明投資有限公司斥資最多803億港元（或104億美元）入股中信股份，當中以每股13.8元，斥資(約為343.63億港元或45.4億美元)向中信集團購買持有的中信股份10%股權，共24.9億股。緊接同以換股價13.8元，向正大光明發行33.27億股可轉換優先股，佔擴大後股本11.79%，作價459.2億元現金，但該批優先股連同先前所購入的股份，不可多於以擴大後股份20%股權。
2015年7月18日，中信股份以以每股13.95港元向雅戈爾配售8.59億新股，相當於擴大後股本3.34%，涉資119.86億元。
2016年3月11日，中信集團以310億元（人民幣．下同）（約370.8億港元），向中國海外發展出售旗下121個分布於中國內地25個主要經濟地區城市的物業項目，代價支付包括中國海外發展將以每股27.13港元發行約10.96億股，占公司現有已發行股本的11.11%，並占擴大股本後的10%和轉讓價值約61.49億元人民幣的物業資產作為對價，交易完成後，中信將成為中國海外發展第二大股東。
2017年1月10日，麦当劳中国公司向中信股份、中信资本控股、凯雷集团和麦当劳联合组建的新公司，以最高20.8亿美元（约161.4亿港元）的总对价，出售麦当劳在中国内地和香港的业务。交易完成后，麦当劳在中国内地和香港的1750多家直营餐厅将转为特许经营，期限为20年。
2018年6月11日中信股份旗下中信金屬以約7.23億加元收購加拿大Ivanhoe Mines19.9%股份

## 地皮
2015年5月13日，中信泰富以14.68億元成功投得沙田市地段第605號住宅用地。
2019年12月18日，中信泰富以32億元成功投得渣甸山大坑道135號住宅用地。
2022年11月15日，中信泰富以11億元成功投得葵涌荔崗街住宅用地

## 現有項目（香港）
- 何文田KADOORIA
- 馬鞍山落禾沙峻源
- 中信大廈
- 嘉運大廈
- 恒景商場
- 葵涌中心商場
- 中信電訊大廈
- 偉倫中心一期
- 利南道111號大昌行鴨脷洲汽車服務中心
- 愉景灣50%
- 港景匯商場15%
- 九龍灣啓祥道20號大昌行集團大廈
- 渣甸山大坑道135號峻譽·渣甸山

## 子公司
| - 中信泰富 - 大昌行集團 - 中信國際電訊59.33% - 中信金融控股有限公司 - 中信銀行65.97% - 中信百信银行 - 中信國際金融 - 中信證券16.5% - 中信信托100% - 中信財務 - 中信保誠人壽50% - 中信建投證券9.47% - 中信消費金融 - 中信農業 - 中信資源 59.5% - 中信礦業國際 - 中信重工 67.27% | - 石家莊鋼廠 - 中信城市開發運營 - 梧桐山隧道（專營權已結束） - 新香港隧道有限公司（專營權已結束） - 香港西區隧道有限公司 (專營權已結束） - 澳門電訊（CTM） - 中信泰富特鋼集團 - 江陰興澄特種鋼鐵有限公司 - 大冶特鋼28.18% - 上海電氣集團鋼管有限公司 - 湖北新冶钢有限公司 - 中信建設 | - 中信海直 - 中信工程設計 - 中信旅遊 - 中信城市開發運營 - 中信泰富地產 - 中信泰富能源 - 江蘇利港電力有限公司 - 新力能源开发有限公司 - 山東新巨龍煤礦30% - 北京国安足球俱乐部 - 中信資本 - 麥當勞中港業務 52%股权 - 中信股份和中信資本分佔合組公司61.54%和38.46% - 金拱門(中國)有限公司 - MHK Restaurants Limited - 添盟資本 - 豐納康Nature's Care - 中信金属 - 艾芬豪礦業3.15億股份，佔其總資本比例約24.78% - 西部超導11.89%，为第二大股东 - 中国铌业投资控股有限公司33.33%持有全球最大的铌生产商巴西矿冶公司（CBMM）15%的股权 |